# バイオレンス・レイク
『バイオレンス・レイク』（原題：Eden Lake）は、2008年のイギリス映画。少年たちの理不尽な暴力に翻弄されるカップルの恐怖と悲劇を描く、ジェームズ・ワトキンスの監督デビュー作。ケリー・ライリーとマイケル・ファスベンダーが主人公のカップルを演じている。

## あらすじ
週末のキャンプに出かけた、恋人同士のジェニーとスティーヴ。“エデン”という名の美しい湖は、2人にとってまさに理想の楽園だった。奴らが現れるまでは。大音量でラジカセを鳴らし、傍若無人に振舞うティーンの集団をスティーヴが注意したことから、楽園は地獄と化す。最初は軽い悪戯から。嫌がらせはやがて暴力に変わり、対立は対決へとエスカレートしてゆく。車を奪われ、行き場を失い、広大な森を逃げ惑う2人。捕えられ、全身を切り刻まれるスティーヴ。1人になったジェニーを襲う、極限の恐怖と絶望。そして彼女の中で、何かが壊れた･････。

## スタッフ
- 監督：ジェームズ・ワトキンス
- 脚本：ジェームズ・ワトキンス
- 製作：クリスチャン・コルソン、リチャード・ホームズ
- 音楽：デヴィッド・ジュリアン
- 撮影：クリストファー・ロス

## キャスト
※括弧内は日本語吹替
- ジェニー：ケリー・ライリー（小松由佳）
- スティーヴ：マイケル・ファスベンダー（鶴岡聡）
- ブレット：ジャック・オコンネル（中村俊洋）
- クーパー：トーマス・ターグース（英語版）
- リース：ブロンソン・ウェッブ（英語版）
- ジョン：ショーン・ドゥーリー（英語版）
- ペイジ：フィン・アトキンス（英語版）
- リッキー：トーマス・ギル
- ハリー：ジェームズ・バロウズ（英語版）
- マーク：ジャメイン・ハンター
- アビー：タラ・エリス